# Bloodthirst
Bloodthirst sedmi je studijski album američkog death metal-sastava Cannibal Corpse. Diskografska kuća Metal Blade Records objavila ga je 19. listopada 1999. godine.

## Popis pjesama
| 1.    | »Pounded into Dust«           | Alex Webster      | Webster     | 2:17 |
| 2.    | »Dead Human Collection«       | Paul Mazurkiewicz | Pat O'Brien | 2:30 |
| 3.    | »Unleashing the Bloodthirsty« | Webster           | Webster     | 3:51 |
| 4.    | »The Spine Splitter«          | Mazurkiewicz      | Jack Owen   | 3:10 |
| 5.    | »Ecstacy in Decay«            | Mazurkiewicz      | O'Brien     | 3:12 |
| 6.    | »Raped by the Beast«          | Mazurkiewicz      | Owen        | 2:34 |
| 7.    | »Coffinfeeder«                | Webster           | Webster     | 3:05 |
| 8.    | »Hacksaw Decapitation«        | Mazurkiewicz      | O'Brien     | 4:13 |
| 9.    | »Blowtorch Slaughter«         | Mazurkiewicz      | Webster     | 2:34 |
| 10.   | »Sickening Metamorphosis«     | Webster           | Webster     | 3:24 |
| 11.   | »Condemned to Agony«          | Webster           | Webster     | 3:44 |
| 34:34 |                               |                   |             |      |

## Zasluge
Cannibal Corpse
- George "Corpsegrinder" Fisher - vokali
- Jack Owen - gitara
- Pat O'Brien - gitara
- Alex Webster - bas-gitara
- Paul Mazurkiewicz - bubnjevi

Ostalo osoblje
- Alex McKnight - fotografije
- Brian Ames - dizajn
- Colin Richardson - produkcija
- Justin Leeach - inženjer zvuka
- Eddy Schreyer - mastering
- Vincent Locke - omot albuma